# خورخه واسکس (بازیکن فوتبال، زاده ۱۹۲۲)
خورخه واسکس (اسپانیایی: Jorge Vásquez‎؛ ۹ مهٔ ۱۹۲۲ – ۲۶ سپتامبر ۲۰۱۷) بازیکن فوتبال اهل شیلی بود. 

## تیم ملی
وی همچنین در تیم ملی فوتبال شیلی بازی کرده‌است.